# MHPArena
MHPArena – stadion znajdujący się w Stuttgarcie w Niemczech. Należy do drużyny VfB Stuttgart. 
Został zbudowany w 1933. Do 1993 stadion nosił nazwę Neckarstadion. Do 2008 stadion nosił nazwę Gottlieb-Daimler-Stadion. Do 2023 stadion nosił nazwę Mercedes-Benz Arena. W roku 1993 obiekt był areną lekkoatletycznych mistrzostw świata, a w 1986 mistrzostw Europy. Nowa nazwa została przyjęta na cześć niemieckiego konstruktora i przemysłowca Gottlieba Daimlera. Przed Mistrzostwami Świata 2006 został zmodernizowany.
W 1986 odbyły się tu Mistrzostwa Europy w Lekkoatletyce.

## Mistrzostwa Świata w Piłce Nożnej 2006
| Data       | Godzina (CET) | Drużyna #1 | Wynik | Drużyna #2               | Runda             | Widzów |
| ---------- | ------------- | ---------- | ----- | ------------------------ | ----------------- | ------ |
| 13.06.2006 | 18.00         | Francja    | 0-0   | Szwajcaria               | Grupa G           | 52,000 |
| 16.06.2006 | 18.00         | Holandia   | 2-1   | Wybrzeże Kości Słoniowej | Grupa C           | 52,000 |
| 19.06.2006 | 21.00         | Hiszpania  | 3-1   | Tunezja                  | Grupa H           | 52,000 |
| 22.06.2006 | 21.00         | Chorwacja  | 2-2   | Australia                | Grupa F           | 52,000 |
| 25.06.2006 | 17.00         | Anglia     | 1-0   | Ekwador                  | 1/8 finału        | 52,000 |
| 08.07.2006 | 21.00         | Niemcy     | 3-1   | Portugalia               | Mecz o 3. miejsce | 52,000 |